# Rue Sadi-Carnot (Bagnolet)
Pour les articles homonymes, voir Rue Sadi-Carnot.
La rue Sadi-Carnot est un des axes importants de Bagnolet.

## Situation et accès

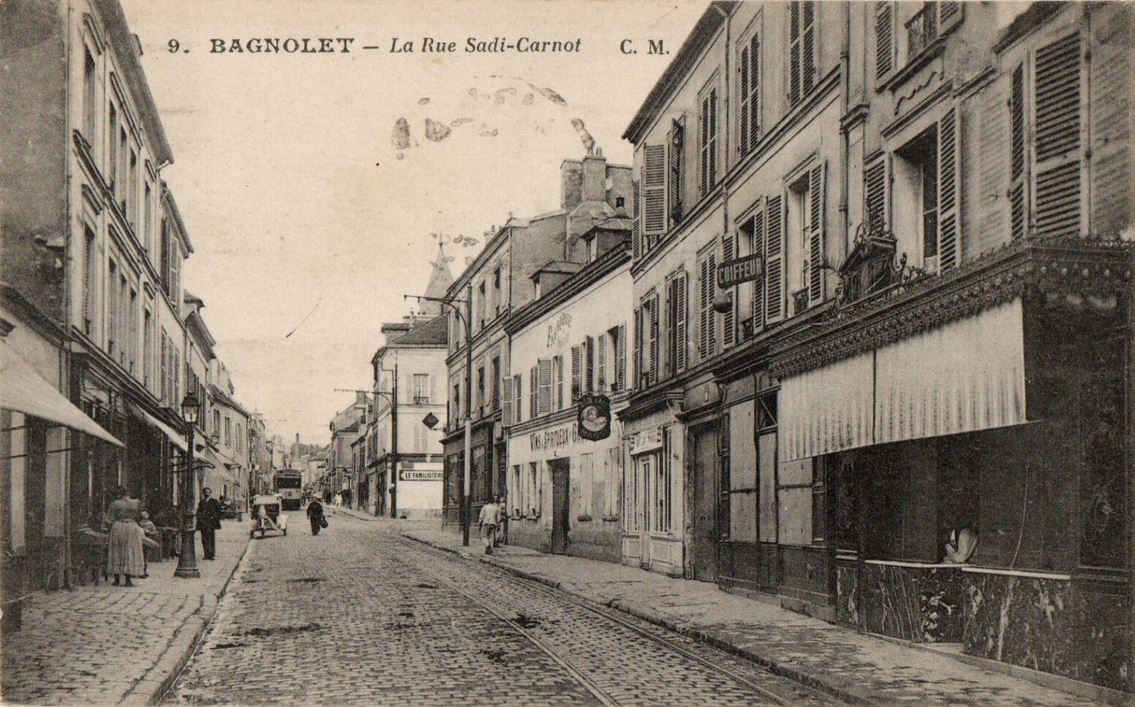
La rue Sadi-Carnot à Bagnolet.

Cette rue orientée du nord au sud, commence son tracé au carrefour de la rue de Noisy-le-Sec et de la rue Floréal, à la limite communale avec Les Lilas.
Elle traverse le croisement de la route départementale 20A (avenue Raspail), de l'avenue Pasteur et de l'avenue de Stalingrad.
Plus loin, elle croise la route départementale 21 (rue Girardot), puis passe le carrefour de la rue Marie-Anne-Colombier et de la rue Lénine.
Se rapprochant de Paris, elle marque le début de la rue Raoul-Berton puis croise la rue du Général-Leclerc.
Elle se termine sous le viaduc de l'autoroute A3, et y est prolongée par l'avenue du Général-de-Gaulle.

## Origine du nom

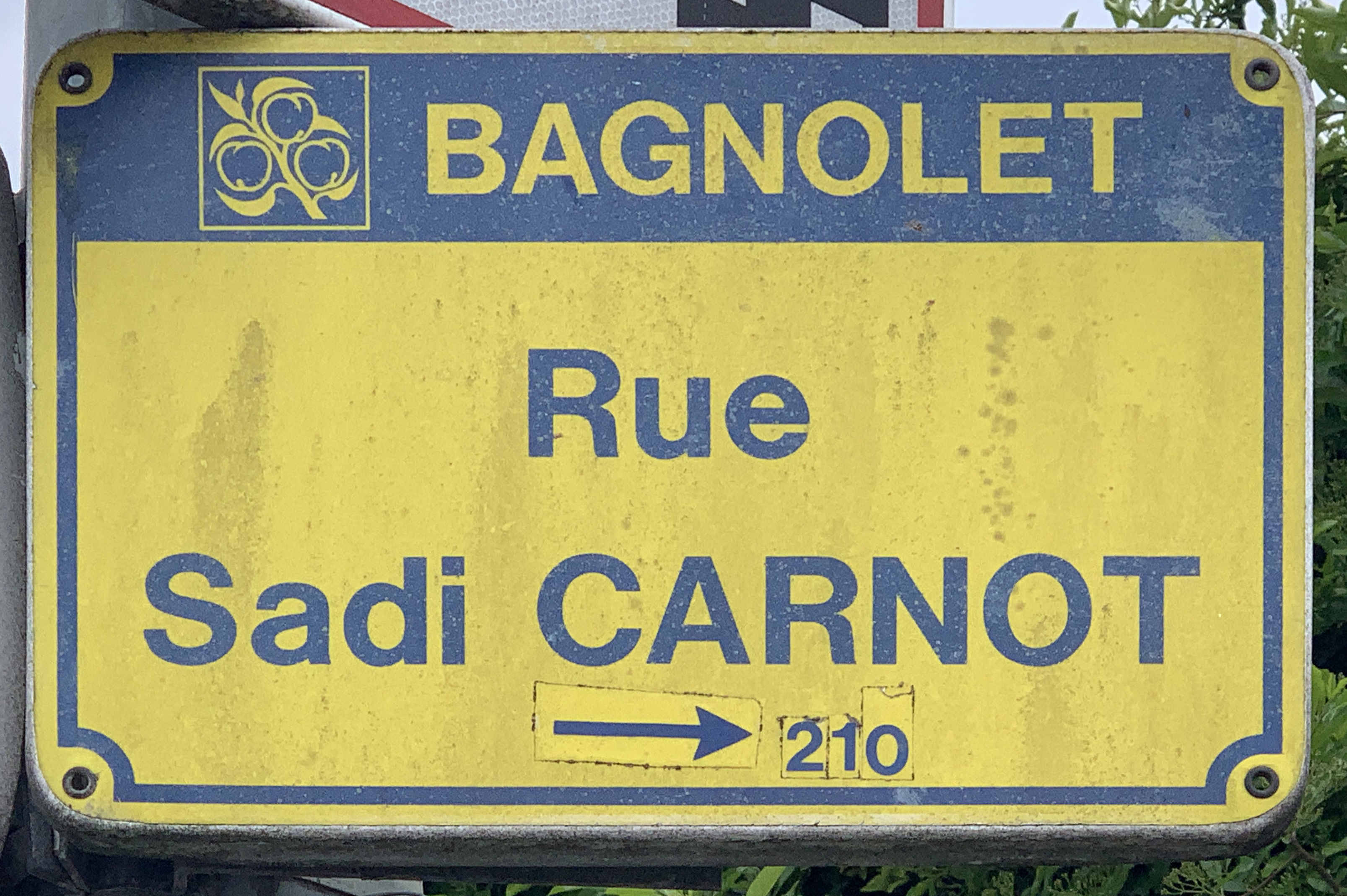
Plaque de la rue Sadi-Carnot, 2021.

Depuis 1894, par décision du conseil municipal, elle est nommée ainsi en hommage à Sadi Carnot, homme politique français, assassiné.

## Historique

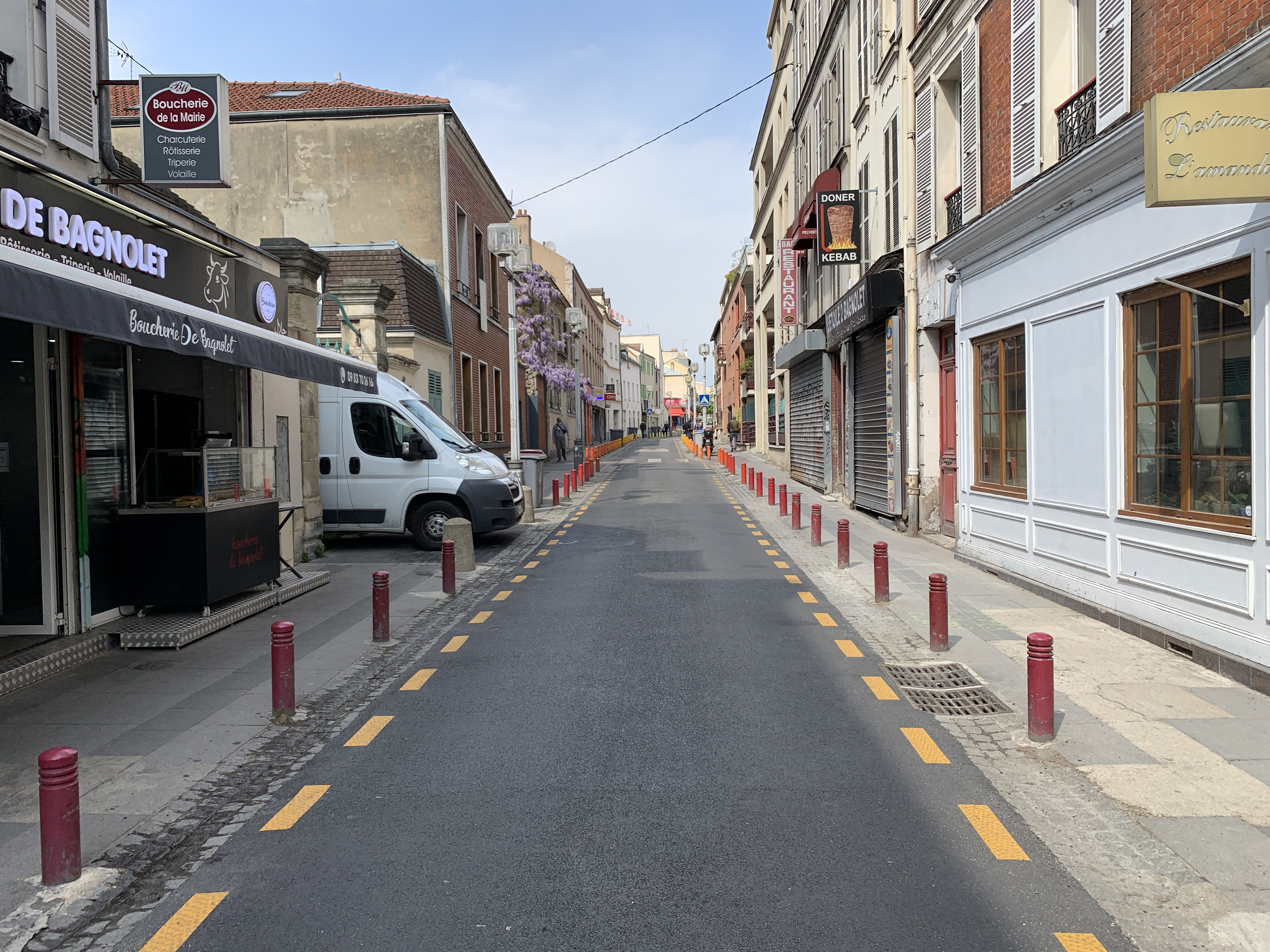
La rue en avril 2021 près de l'église.

Elle s'appelait autrefois Grande Rue de Bagnolet,, et était l'artère principale de la commune.
Dans un parc circonscrit par cette rue, l'avenue Pasteur et l'avenue Gambetta, le château de l’étang abritait une maison construite vers 1873 par Charles-Frédéric Bülher, et qui portait ce nom du fait de la présence d'une glaisière utilisée pour alimenter en eau le château de Bagnolet, ainsi que les fontaines et le ruisseau du parc. Le long de cette rue étaient enterrées des canalisations pour convoyer cette eau vers sa destination.

## Bâtiments remarquables et lieux de mémoire

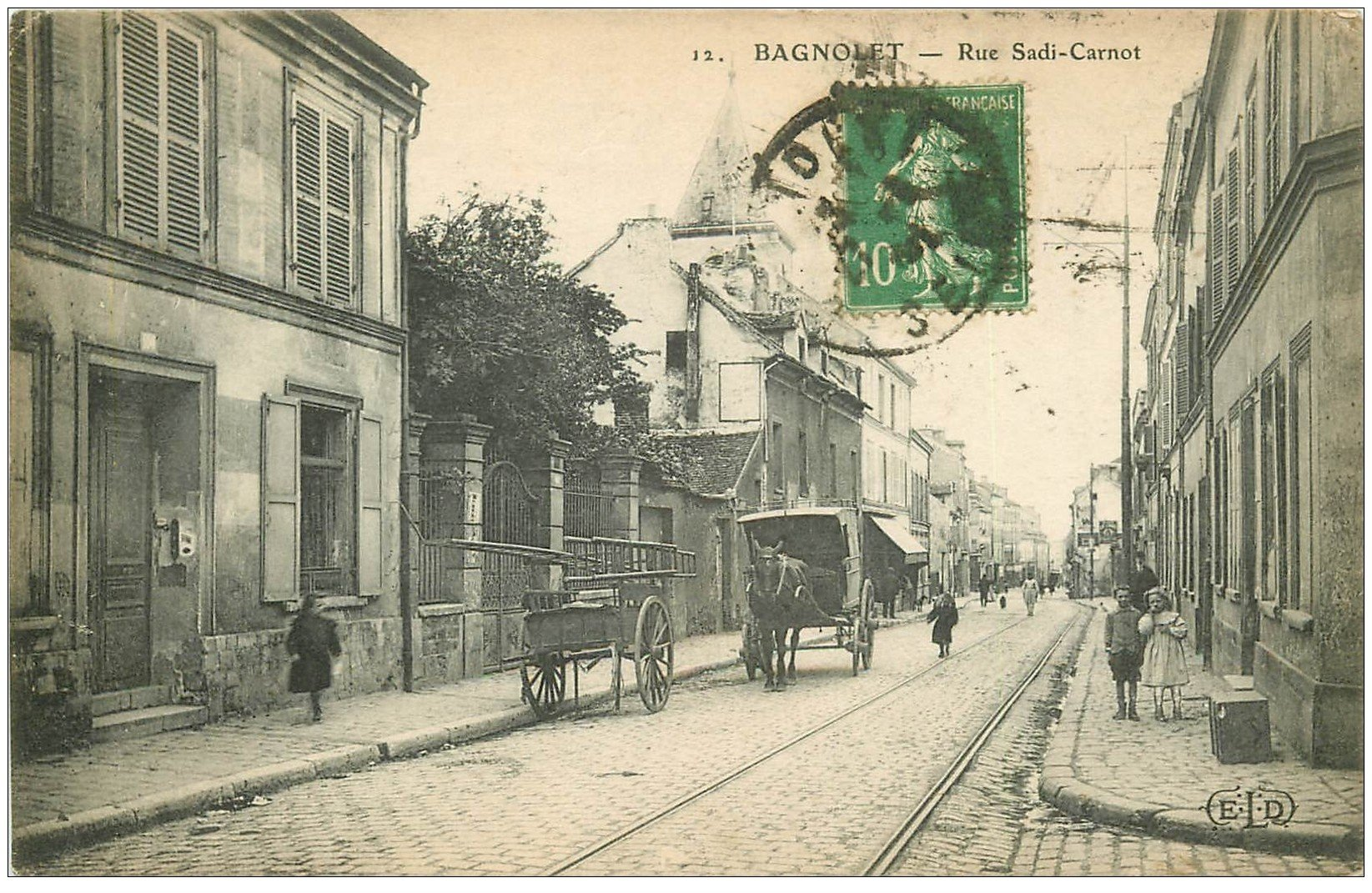
La rue Sadi-Carnot en 1924.

- Église Saint-Leu-Saint-Gilles de Bagnolet, fondée en 1235,
- Parc du château de l'Etang, aujourd'hui parc Josette-et-Maurice-Audin[5],
- Parc des Sports de la Briqueterie,
- Cimetière Pasteur, établi en 1833,
- Tours Mercuriales, construites en 1975.
- Emplacement de l'ancienne mairie, près de la rue Marianne-Colombier (anciennement rue Aubert)[6].